# چوغت‌چچی
شهرستان چوغت‌چِچی (به زبان مغولی: Цогтцэций сум، [Cogtcecij sum]؛ ᠴᠣᠭᠲᠤ ᠴᠡᠴᠡᠢ ᠰᠤᠮᠤ، [čoɣtu čečei sumu]) یک شهرستان (سُوم) در مغولستان است که در استان اومنوغوبی واقع شده‌است. چوغت‌چِچی ۷٬۲۴۶ کیلومتر مربع مساحت دارد.

## تقسیمات اداری
شهرستان چوغت‌چِچی متشکل از ۴ قصبه (باغ) می‌باشد، شامل:
- اوگومور (مغولی: Өгөөмөр баг، [Ögöömör bag]؛ ᠥᠭᠭᠢᠶᠡᠮᠦᠷ ᠪᠠᠭ، [öggiyemür baɣ])
- بیلگِخ (مغولی: Билгэх баг، [Bilgex bag]؛ ᠪᠢᠯᠡᠭᠡᠬᠦ ᠪᠠᠭ، [bilegekü baɣ])
- چاغان‌اوبو (مغولی: Цагаан-Овоо баг، [Cagaan-Ovoo bag]؛ ᠴᠠᠭᠠᠨ ᠣᠪᠤᠭ᠎ᠠ ᠪᠠᠭ، [čaɣan obuɣ-a baɣ])
- سیرست (مغولی: Сийрст баг، [Sijrst bag]؛ ᠰᠡᠶᠢᠷᠰᠦᠲᠦ ᠪᠠᠭ، [seyirsütü baɣ])